# Mycalesis nitobei
Mycalesis nitobei är en fjärilsart som beskrevs av Jinhaku Sonan 1931. Mycalesis nitobei ingår i släktet Mycalesis och familjen praktfjärilar. Inga underarter finns listade i Catalogue of Life.